# Oxford (Nebraska)
Oxford – wieś w Stanach Zjednoczonych, w stanie Nebraska, w hrabstwie Harlan.